# ファンティック
株式会社ファンティック（Fantic）は、日本の芸能事務所。所在地は東京都世田谷区成城。代表取締役社長は蒲池光久（松田聖子の実兄）。

## 概要
1989年8月1日、歌手の松田聖子がそれまで所属していた芸能事務所 ″サンミュージックプロダクション″ から独立し、個人事務所として新たに設立した。当時の代表取締役は松田の実父・蒲池孜（かまち つとむ）。
1999年、松田がかつて所属していたレコード会社・CBSソニーの元ディレクター・若松宗雄が設立した ″グリーンパーク・ミュージック″（現・エスプロ）へ事務所を移籍する。その間、″ファンティック″ は一時閉鎖された。
2002年、″グリーンパーク・ミュージック″ 時代にデビューした長女の神田沙也加を引き連れて再び独立し ″ファンティック″ を再開する。
2014年2月末、松田が新事務所 ″felicia club″ を立ち上げ移籍。″ファンティック″ の所属アーティストは神田沙也加と後に組まれる音楽ユニットであるTRUSTRICKのギター・Billyの2人となる。
2016年12月、TRUSTRICKが活動休止する。
2017年、事業の更なる発展と効率化を目的とし、″株式会社ローブ″ の併設を発表。代表取締役社長は蒲池光久が兼任した。それに伴い、神田沙也加がそちらへ移籍し、マネジメント業務を行う事となった。5月1日より業務開始。″ファンティック″ は松田聖子の知的財産管理・運用に特化した業務を進めていく方針となる。